# Giovanna Troldi
Giovanna Troldi, née le 31 octobre 1968 à Dolo, est une coureuse cycliste italienne.

## Palmarès sur route
- 1999
  - 2e du Championnat d'Italie du contre-la-montre
  - 2e du Gran Premio della Liberazione PINK
- 2000
  - 3e à Primavera Rosa
- 2002
  -  Championne d'Italie du contre-la-montre
  - 2e du Gran Premio della Liberazione PINK
- 2003
  -  Championne d'Italie du contre-la-montre
- 2004
  -  Championne d'Italie du contre-la-montre
  - 3e du Chrono champenois
- 2006
  - 2e du Championnat d'Italie du contre-la-montre
- 2007
  - 4e étape de Emakumeen Euskal Bira

## Palmarès sur piste

### Championnats nationaux
- 1995
  -  Championne de la vitesse
  - 2e du 500 mètres
- 1996
  -  Championne de la vitesse
  - 3e du 500 mètres
- 1997
  - 2e de la course aux points
  - 2e du 500 mètres
  - 2e de la vitesse
- 1998
  -  Championne de la vitesse
  - 2e de la course aux points
  - 2e du 500 mètres
- 2000
  -  Championne de la course aux points
  - 3e de la vitesse
  - 3e de la poursuite
- 2003
  -  Championne de la poursuite
  -  Championne du scratch
  - 3e du 500 mètres
- 2004
  -  Championne de la poursuite
  - 3e du 500 mètres
  - 3e du scratch
- 2005
  - 3e de la poursuite
- 2006
  - 2e de la poursuite

## Autre sport

### Rollers
- Championnat d'Europe de vitesse 1993 à Valence (France)
  -  Médaille d'or en 1000 m sprint
  -  Médaille d'argent en 300 m
  -  Médaille d'argent en 500 m sprint